# Április 28.
Április 28. az év 118. (szökőévben 119.) napja a Gergely-naptár szerint. Az évből még 247 nap van hátra.
Névnapok: Valéria + Aszter, Bulcsú, Demény, Dorisz, Fedóra, Feodóra, Ménrót, Nimród, Pál, Páris, Patony, Patrícia, Patrícius, Patrik, Pável, Pósa, Teodóra, Vélia, Vella, Velma, Vitália, Vitális, Vitéz, Vitold, Vitolda

## Események

### Politikai események
- 1131 – Megkoronázzák II. Béla királyt.
- 1922 – Centralista célzatú közigazgatási reform Jugoszláviában.
- 1939 – Kárpátalja kormányzói biztosává báró Perényi Zsigmondot nevezik ki.
- 1944 – A német megszállást követően az első deportálóvonat (Hermann Krumey SS-Obersturmführer irányításával) Kistarcsáról indult el, 1800 fős transzporttal (javarészt 16-60 év közötti férfiakat és 18-50 év közötti nőket pakoltak fel 45G mintájú marhavagonokba). A szerelvény május 2-án érkezett Auschwitz-Birkenauba.
- 1945 – Mussolinit olasz kommunista partizánok kivégzik, szeretőjével, Clara Petaccival együtt.

### Tudományos és gazdasági események
- 1947 – Thor Heyerdahl társaival elindul a Dél-Amerikai Callao kikötőjéből az általuk ősi mintára épített Kon-Tiki nevű balsafa tutajon a Csendes-óceánon át Polinéziába.
- 2001 – A Szojuz TM–32 űrhajóval elindul az első űrturista, Dennis Tito a Nemzetközi Űrállomásra.

### Sportesemények
Formula–1
- 1974 –  spanyol nagydíj, Jarama - Győztes: Niki Lauda  (Ferrari)
- 1991 –  San Marinó-i Nagydíj, Imola - Győztes: Ayrton Senna  (McLaren Honda)
- 1996 –  európai nagydíj, Nürburgring - Győztes: Jacques Villeneuve  (Williams Renault)
- 2002 –  spanyol nagydíj, Barcelona - Győztes: Michael Schumacher  (Ferrari)
- 2019 –  Azeri nagydíj, Baku - Győztes: Valtteri Bottas  (Mercedes)

### Egyéb események
- 1984 - Pestszentlőrincen -0,6 fokot mértek, ami napi minimum hőmérsékleti rekord.
- 2016 - A János-hegyen -0,7 fokot mértek, amely napi minimum hőmérsékleti rekord.[1]
- 2023 - Ferenc pápa háromnapos látogatásra érkezett Magyarországra.

## Születések
- 1545 – I Szunsin koreai admirális, nemzeti hős, hét tengeri csatát nyert a japánok ellen († 1598)
- 1698 – Batthyány Károly József magyar főúr, tábornagy, horvát bán († 1772)
- 1753 – Franz Carl Achard porosz természettudós, az európai cukorrépa-termesztés és cukorgyártás megteremtője († 1821)
- 1754 – Gróf Széchényi Ferenc a Magyar Nemzeti Múzeum alapítója († 1820)
- 1758 – James Monroe az Amerikai Egyesült Államok 5. elnöke, hivatalban 1817–1825-ig († 1831)
- 1794 – Báró Jósika Miklós magyar író († 1865)
- 1837 – Henry Becque francia drámaíró († 1899)
- 1874 – Gyalókay Jenő katonatiszt, hadtörténész, az MTA tagja († 1945)
- 1879 – Kunfi Zsigmond tanár, szociáldemokrata politikus, miniszter, népbiztos († 1929)
- 1889 – António de Oliveira Salazar diktatórikus hatalmú portugál miniszterelnök († 1970)
- 1899 – William „Mac” Brazel, amerikai farmer, a roswelli ufószerencsétlenség állítólagos szemtanúja († 1963)
- 1894 – Molnár C. Pál magyar festőművész († 1981)
- 1897 – Tihanyi Kálmán magyar fizikus, feltaláló († 1947)
- 1902 – Tasnádi Kubacska András magyar geológus, paleontológus († 1977)
- 1906 – Richard Rado német matematikus († 1989)
- 1907 – Al Miller (Allen Miller) amerikai autóversenyző († 1967)
- 1908 – Oskar Schindler német gyáros, a második világháború idején végzett zsidómentő akcióit a „Schindler listája” c. film mutatja be († 1974)
- 1909 – Vilko Novak magyarországi születésű szlovén etnológus, nyelvész, történész († 2003)
- 1926 – Harper Lee alabamai születésű amerikai regényíró († 2016)
- 1928 – Domokos Mátyás magyar irodalomtörténész, könyvtáros, folyóirat-szerkesztő († 2006)
- 1928 – Yves Klein francia  képzőművész († 1962)
- 1929 – Avigdor Arikha francia-izraeli festő, grafikus, művészettörténész († 2010)
- 1929 – Poós Éva magyar jelmeztervező
- 1937 – Szaddám Huszein iraki elnök, diktátor († 2006)
- 1938 – Felföldi Anikó Jászai Mari-díjas magyar színésznő († 2020)
- 1941 – Ann-Margret (sz. Ann-Margret Olsson) svéd születésű amerikai színésznő
- 1943 – Jacques Dutronc francia énekes, zeneszerző, színész, Françoise Hardy férje
- 1947 – Balázsi Gyula magyar színész, szinkronszínész († 2011)
- 1948 – Terry Pratchett angol fantasy-író († 2015)
- 1950 – Jay Leno amerikai humorista, televíziós műsorvezető
- 1956 – Ivars Taurins kanadai karmester, hegedűművész, zenetanár
- 1957 – Christopher Young amerikai filmrendező
- 1957 – Rácz József magyar orvos, pszichiáter, kutató
- 1972 – Auth Csilla magyar énekesnő
- 1973 – Ian Murdock amerikai informatikus, a Debian megalkotója († 2015)
- 1974 – Penélope Cruz spanyol születésű amerikai színésznő
- 1977 – Kikelomo Ajayi nigériai labdarúgó
- 1981 – Jessica Alba amerikai színésznő
- 1987 – Frank Ziegler a német Panik zenekar egykori énekese
- 1988 – Juan Mata spanyol labdarúgó
- 1990 – Törőcsik Franciska magyar színésznő
- 1995 – Melanie Martinez énekesnő

## Halálozások
- 1742 – Harruckern János György német származású magyar nagybirtokos (* 1664)
- 1772 – Johann Friedrich Struensee dán orvos, politikus, államminiszter (* 1737)
- 1813 – Mihail Illarionovics Kutuzov orosz marsall, hadvezér (* 1745)
- 1844 – Gaetano Savi olasz botanikus (* 1769)
- 1853 – Ludwig Tieck német költő, író, műfordító, a romantika képviselője (* 1773)
- 1855 – Pató Pál magyar alszolgabíró, községi jegyző (* 1795)
- 1918 – Gavrilo Princip szerb–bosnyák merénylő, 1914. június 28-án Szarajevóban lelőtte Habsburg Ferenc Ferdinánd osztrák–magyar trónörököst és feleségét (* 1894)
- 1927 – Li Ta-csao kínai kommunista, a Kínai Kommunista Párt alapítója (* 1889)
- 1945 – Benito Mussolini („Il Duce”), olasz fasiszta politikus, miniszterelnök, diktátor (* 1883)
- 1960 – Anton Pannekoek a tanácskommunizmus egyik legjelentősebb képviselője, az antileninista marxizmus, a baloldali kommunizmus legismertebb teoretikusa, valamint híres holland csillagász (* 1873)
- 1966 – Hegyi Barnabás Kossuth-díjas filmoperatőr, kiváló művész (* 1914)
- 1973 – Piero Drogo olasz autóversenyző (* 1926)
- 1989 – Tabi László újságíró, humorista (* 1910)
- 2001 – Kelen Tibor operaénekes (tenor), kántor (* 1937)
- 2007 – Carl Friedrich von Weizsäcker Templeton-díjas német fizikus (* 1912)
- 2008 – Marczis Demeter magyar operaénekes (basszus) (* 1931)
- 2012 – Matilde Camus spanyol költő (* 1919)
- 2021 – El Risitas spanyol humorista (* 1956)

## Nemzeti ünnepek, évfordulók, események
- Munkahelyi balesetben megsérültek és elhunytak emléknapja (kanadai kezdeményezésre 1984-től, Magyarországon 2012-től)
- A munkahelyi biztonság és egészségvédelem világnapja
- Szuperhősök napja
- Állatorvosok világnapja.